# Sint-Willibrordus (stație de premetrou din Antwerpen)
Sint-Willibrordus (în neerlandeză Premetrostation Stuivenberg), numită în faza de proiectare Willibrord, este o stație fantomă a premetroului din Antwerpen, care face parte din rețeaua de tramvai din Antwerpen. De dimensiuni mai mici și construită în cadrul Tunelului Reuzenpijp, stația este situată chiar sub curtea bisericii Sint-Willibrordus de pe strada Kerkstraat. Lucrările au debutat în 1979 și au fost puse în conservare în 1982, din lipsă de fonduri. Stația este situată pe o ramură a premetroului ce nu se află în exploatare, în lungime de 2,3 kilometri, care pornește de la stația Carnot și se conectează cu tunelul axei nord-sud între stațiile Handel și Schijnpoort.
Ramura de 2,3 km a fost construită cu scopul de a fi deservită de tramvaiele liniei 12, care încă circulă la nivelul solului, pe strada Kerkstraat.

## Caracteristici
Stația Sint-Willibrordus este relativ sobră și este constituită dintr-un mic mezanin care deservește cele două peroane. Acestea, în lungime de 60 de metri fiecare, sunt dispuse de o parte și de alta a liniilor de tramvai.

## Planuri de viitor
În 2009, în cadrul planului LIRA (Lightrail Antwerpen), se prevedea darea în exploatare în 2017 a stației Sint-Willibrordus și tunelului de premetrou care o deservește. Deschiderea acestui tunel era sugerată și într-o amplă lucrare privind mobilitatea în Antwerpen, publicată în 2010.
În 2015, guvernul provinciei Antwerpen propunea deschiderea liniei în cadrul unui plan privind coridoarele de transport în comun dintre Antwerpen și Turnhout, iar în același an guvernul flamand a lansat un studiu de fezabilitate pentru darea în exploatare a tunelului de 2,3 km și a celor două stații de pe traseu, Stuivenberg și Sint-Willibrordus.
Pe 15 martie 2015 a fost permis pentru o zi accesul publicului în stațiile fantomă Stuivenberg și Sint-Willibrordus, precum și în tunelul care le conectează.